# Kajiado
Kajiado ist die Hauptstadt des Kajiado County in Kenia. Die Stadt liegt 80 km südlich von Nairobi, entlang der Autobahnstrecke Nairobi – Arusha (A104). Kajiado hat eine Einwohnerzahl von 24.678 Einwohnern (Volkszählung von 2019). Die Einwohner von Kajiado gehören überwiegend den Massai an.

## Einwohnerentwicklung
Die folgende Übersicht zeigt die Einwohnerzahlen nach dem jeweiligen Gebietsstand.
| Jahr | Einwohner |
| ---- | --------- |
| 1969 | 1.755     |
| 1999 | 9.128     |
| 2009 | 14.205    |
| 2019 | 24.678    |

## Infrastruktur
Kajiado hat einen Bahnhof an der Magadi Soda Railway-Linie, die von Konza (an der Strecke Nairobi-Mombasa) nach Magadi führt. Diese Linie bietet jedoch einen begrenzten Personenverkehr und die häufigste Art von Nairobi nach Kajiado zu reisen geht über den Busverkehr.